# Ванту-э-Лонжвель
Ванту́-э-Лонжве́ль (фр. Vantoux-et-Longevelle) — коммуна во Франции, находится в регионе Франш-Конте. Департамент — Верхняя Сона. Входит в состав кантона Жи. Округ коммуны — Везуль.
Код INSEE коммуны — 70521.

## География

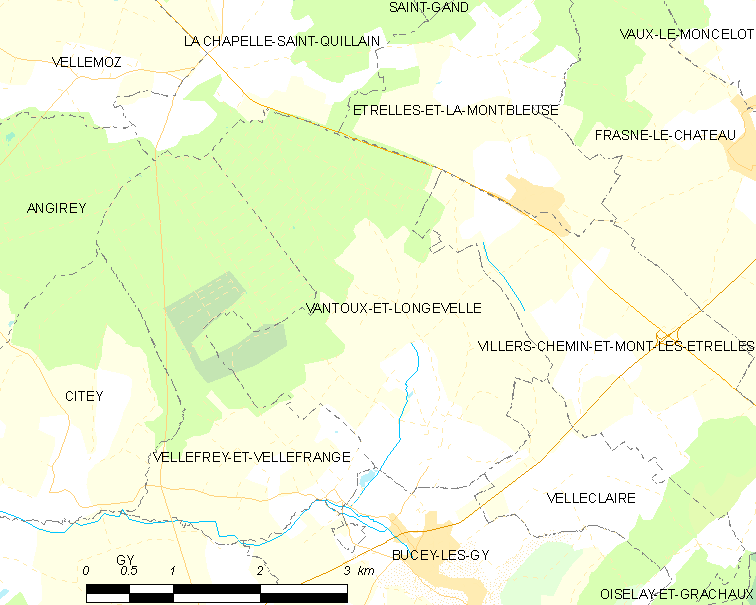
Карта коммуны

Коммуна расположена приблизительно в 310 км к юго-востоку от Парижа, в 26 км северо-западнее Безансона, в 32 км к юго-западу от Везуля.

## Население
Население коммуны на 2010 год составляло 157 человек.
| 1962 | 1968 | 1975 | 1982 | 1990 | 1999 | 2010 |
| ---- | ---- | ---- | ---- | ---- | ---- | ---- |
| 99   | 103  | 82   | 91   | 118  | 142  | 157  |

## Администрация
| Период | Период | Фамилия    | Партия | Примечания |
| ------ | ------ | ---------- | ------ | ---------- |
| 1942   | 1964   | Феликс Шос |        | фермер     |
| 1964   | 1989   | Анри Гио   |        |            |
| 1989   | 2014   | Лоран Риве |        | фермер     |

## Экономика
В 2010 году среди 104 человек трудоспособного возраста (15—64 лет) 82 были экономически активными, 22 — неактивными (показатель активности — 78,8 %, в 1999 году было 74,4 %). Из 82 активных жителей работали 78 человек (38 мужчин и 40 женщин), безработными было 4 (1 мужчина и 3 женщины). Среди 22 неактивных 9 человек были учениками или студентами, 12 — пенсионерами, 1 был неактивным по другим причинам.